# Elizabeth Russell Plunket Greene

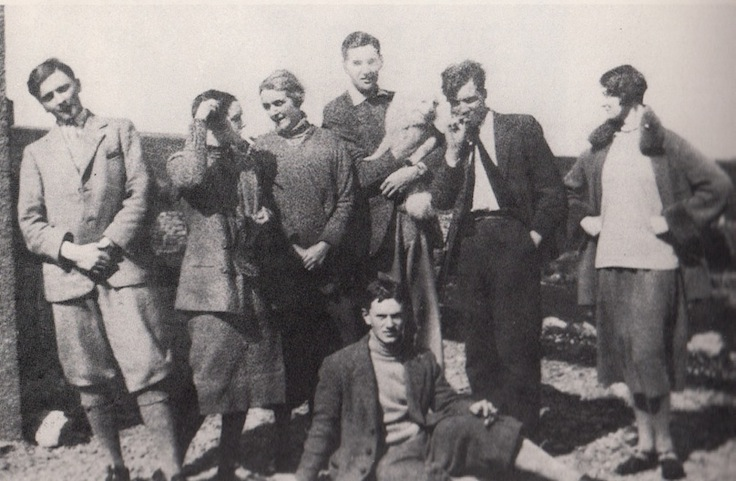
Richard Plunket Greene, premier à gauche; Olivia Plunket Greene, deuxième à gauche ; David Plunket Greene, tenant le chien; Terence Lucy Greenidge, fumant, deuxième à droite; Elizabeth Frances Russell, première à droite; Evelyn Waugh, assis.

Elizabeth Frances Plunket Greene, née Russell,,,, (6 juillet 1899-18 décembre 1978), est une femme de lettres anglaise, auteur de romans policiers écrits en tandem avec son mari, Richard Plunket Greene. Elle est membre des Bright Young Things immortalisés par Evelyn Waugh dans Vile Bodies (Ces corps vils) (inspirés par les Plunket Greene).

## Biographie
Elizabeth Frances Russell naît le 6 juillet 1899. Elle est la fille d'Harold John Hastings Russell et de Lady Victoria Alberta Leveson-Gower, et la petite-fille d'Arthur Russell, la cousine issue de germains de Bertrand Russell. Elle a pour tantes Flora Russell et Diana E. H. Russell et pour arrière-grand-mère Diana Russell, duchesse de Bedford. Sa famille descend de Marie Ire d'Angleterre,.
Alors que son fiancé, Richard Plunket Greene, est enseignant à Aston Clinton, Elizabeth Russell vient lui rendre visite et fait la connaissance à cette occasion d'Evelyn Waugh avec qui elle tisse des liens d'amitié. Elle y conduit parfois Alastair Hugh Graham, meilleur ami de Waugh à cette époque. C'est au cours d'une soirée que Waugh et Olivia Plunket Greene, la sœur de Richard et le flirt de  Waugh, ont organisée pour fêter les fiançailles de Richard et d'Elizabeth, que Waugh et Matthew Ponsonby, 2e baron Ponsonby of Shulbrede, cousin de Richard, sont arrêtés pour avoir roulé en voiture de l'autre côté du Strand.
Le 21 décembre 1926, Evelyn Waugh est témoin au mariage d'Elizabeth Frances Russell et Richard Plunket Greene,,. Patrick Balfour, 3e baron Kinross, est aussi invité au mariage. Un fils nait de cette union, Alexander Plunket Greene (1932–1990), qui épouse la styliste de mode Mary Quant,. Le ménage Plunket Greene divorce en 1943,.
Elle écrit avec son mari en 1932 Where Ignorance is Bliss, publié par John Murray: « une histoire criminelle en dehors des sentiers battus » (Aberdeen Press). D'après The Punch: « Il n'est pas facile d'être original, mais les Plunket Greene ont vaincu cette difficulté avec tant d'énergie qu'on les accuserait presque de cogner. ». En 1934, ils publient Eleven-Thirty Till Twelve, roman policier dont l'intrigue se situe dans la bonne société de Londres.
Dans les années 1930, Elizabeth Russell est grande amatrice de course automobile et remporte le grand prix de Belgique.
Elizabeth Plunket Greene meurt le 18 décembre 1978.